# Daniel Bosshard

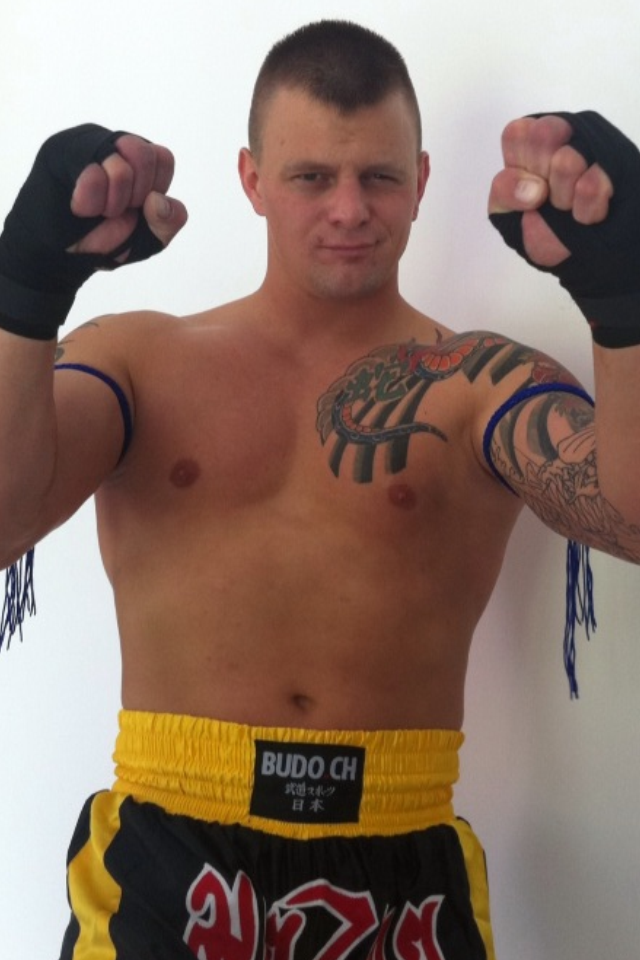
Daniel Bossard, 2011

Daniel Bosshard (* 5. Februar 1978 in Schlieren) ist ein Schweizer Thaiboxer.

## Leben
Im Alter von sechs Jahren begann Bosshard zusammen mit einem Schulfreund in der Judoschule Regensdorf mit Judo. Noch im selben Jahr wechselte er zu Shōtōkan, das er mit einer vierjährigen Pause wegen eines Auslandaufenthalts bis zum 1. Dan (Ichidan) ausübte und im Kampfsportzentrum Meilen und im Kim Dojo in Zürich trainierte.
Während seines vierjährigen Aufenthalts in einem deutschen Internat in Kenia kam er das erste Mal mit Vollkontaktsport in Berührung. Mit 16 Jahren kam er in die Schweiz zurück und begann eine Lehre als Gärtner.
Ab dem März 1998 praktizierte Bosshard Thaiboxen. Er startete seine Karriere in einem kleinen Verband mit rund 690 Mitgliedern weltweit. Dort erzielte er diverse nationale und internationale Erfolge. 2004 absolvierte er zudem eine Trainerausbildung (C-Lizenz) für Muay Thai. Bekannt wurde Bosshard im Verband EMTA nach dem Jahr 2000. Nachdem sich der Verband im November 2005 aufgelöst hatte, gab Bosshard noch einige Zeit Kurse in Selbstverteidigung und Schulungen für private Sicherheitsdienstleister. Danach schloss er sich dem Judo-Club Schaffhausen an und war dort mehrfach erfolgreich.

## Erfolge
- 1999 Schweizermeisterschaft in Bern, 4. Platz
- 2000 Schweizermeisterschaft in St. Gallen, 2. Platz
- 2000 Europameisterschaft in Dornbirn (Österreich), 2. Platz
- 2001 International Clubfight Days Kiel (D), (K.O. System)  3/35
- 2001 Schweizermeisterschaft in Zürich (CH),  1. Platz
- 2002 Europameisterschaft in Turin (I), 1. Platz
- 2002 International Clubfight Days in Frankfurt am Main (D), (K.O.-System)  11 / 35
- 2004 Schweizermeisterschaft in Bulle (CH), 2. Platz
- 2005 Europameisterschaft in Saint-Étienne (F), 3. Platz
- 2005 Schweizermeisterschaft in Sursee (CH), 5. Platz[2]
- 2006 Herbstturnier Weinfelden, 3. Platz[3]
- 2006 Herbstturnier Uster, 3. Platz[4]
- 2007 Schweizermeisterschaft in Morges, 2. Platz[5]
- 2007 Torneo Bellinzona (I),5. Platz[1]